# Чхагалнайя
Чхагалнайя (бенг. ছাগলনাইয়া, англ. Chhagalnaiya) — город на юго-востоке Бангладеш, административный центр одноимённого подокруга. Площадь города равна 13,98 км².  

## Население
По данным переписи 2001 года, в городе проживало 21 609 человек, из которых мужчины составляли 51,66 %, женщины — соответственно 48,34 %. Плотность населения равнялась 1545 чел. на 1 км². Уровень грамотности населения составлял 47,6 % (при среднем по Бангладеш показателе 43,1 %). 

## Внешние ссылки
Карта Чхагалнайя